# Ad calendas Graecas
Ad calendas Graecas лат.(изговор: ад календас грекас) На грчке календе.

## Настанак и тумачење изреке
Грци нису имали календе као Римљани (назив за први дан у мјесецу), тако да су „немогућу мисију”, тј. оно што се никада неће десити, Римљани означавали овом изреком.

## У српском језику
У српском језику се каже:
| „ | на куково љето | ” |

 и 
| „ | кад на врби роди грожђе | ” |